# Sebastes notius
Sebastes notius és una espècie de peix pertanyent a la família dels sebàstids i a l'ordre dels escorpeniformes.

## Descripció
18 radis a les aletes pectorals. L'espina núm. 2 de l'aleta anal és més llarga que la 3 i no arriba als extrems dels radis de la mateixa aleta.

## Reproducció
És vivípar i de fecundació interna.

## Hàbitat i distribució geogràfica
És un peix marí, demersal i de clima tropical, el qual viu al Pacífic oriental: l'illa Guadalupe (Mèxic).

## Observacions
És inofensiu per als humans i el seu índex de vulnerabilitat és d'alt a molt alt (66 de 100).